# サイゴクホングウシダ
サイゴクホングウシダ Lindsaea japonica は、ホングウシダ属のシダ植物。小型のシダであり、渓流の岩の上に生える渓流植物である。

## 特徴
常緑性の小型の草本。根茎は岩の上を短く横に這い、太さ1mmほど、褐色の毛状の鱗片が一面にあり、密に葉をつける。葉は単羽状複葉で、葉柄は長さ2-3(-7)cm、栗褐色に色づき、光沢があり、断面はほぼ丸く、上面に溝がある。葉身は長さ3-7(-14)cm、幅1-2.5cmで、全体としては長楕円状披針形から卵状披針形、葉質は草質。側羽片は5-16対で、横向き、あるいは多少斜め上向きに出る。下方の側羽片は柄があり、上の方では無くなる。側羽片は斜三角形で、下側は真っ直ぐ、上側はやや中央が膨らんだ形。胞子嚢群は上側の縁のみにつき、長く続くが、普通は縁に切れ目があって2-3に分断される。楔形の頂羽片があり、先端は尖らない。

## 分布と生育環境
伊豆半島、紀伊半島、九州、琉球列島と、それに八丈島から知られる。国外では済州島、台湾、中国の四川省に分布がある。
いわゆる渓流植物である。渓流沿いのコケの生えた岩の上に生える。湿った岩の上に群生する。沖縄では北部の渓流域に出現する。上流域の水際の岩の上に出現し、植物社会学的には、そのような環境に見られる植物群落をサイゴクホングウシダ - ヒメタムラソウ群集として捉え、標徴種は本種とヒメタムラソウである。

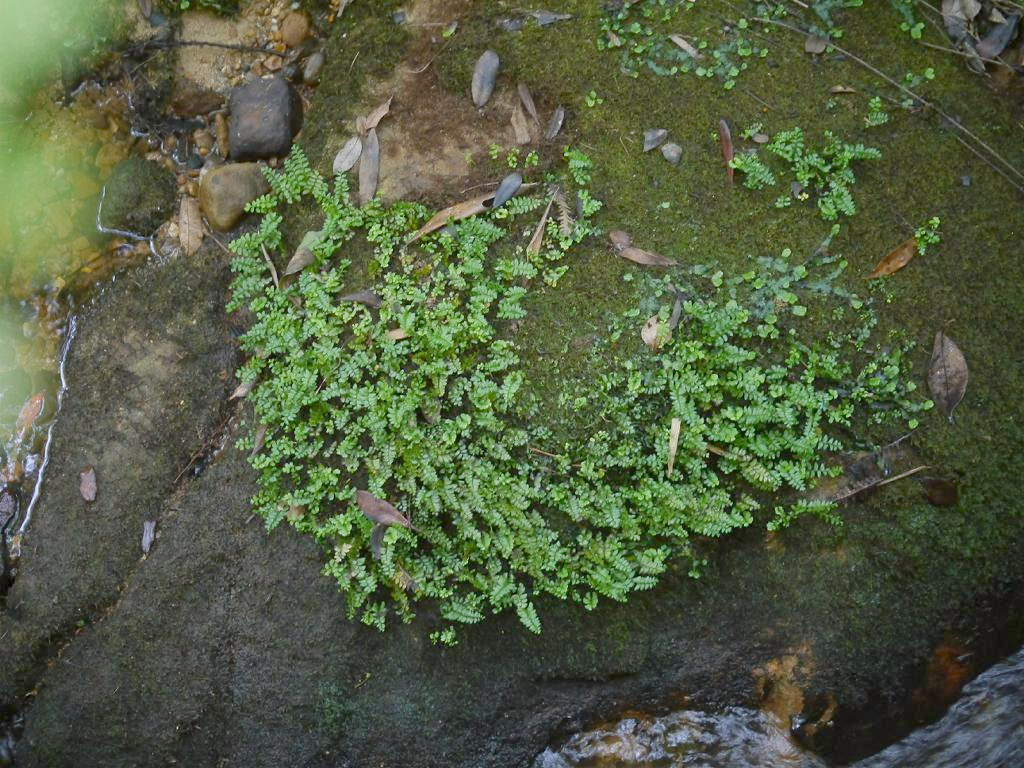
群落の様子
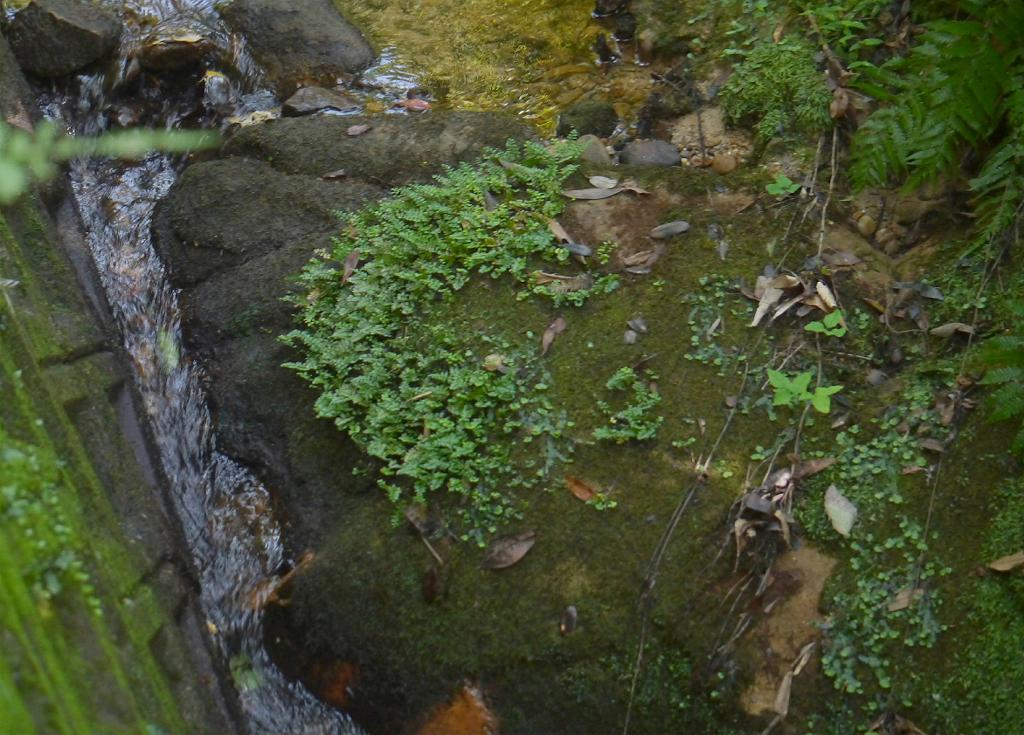
群落の環境
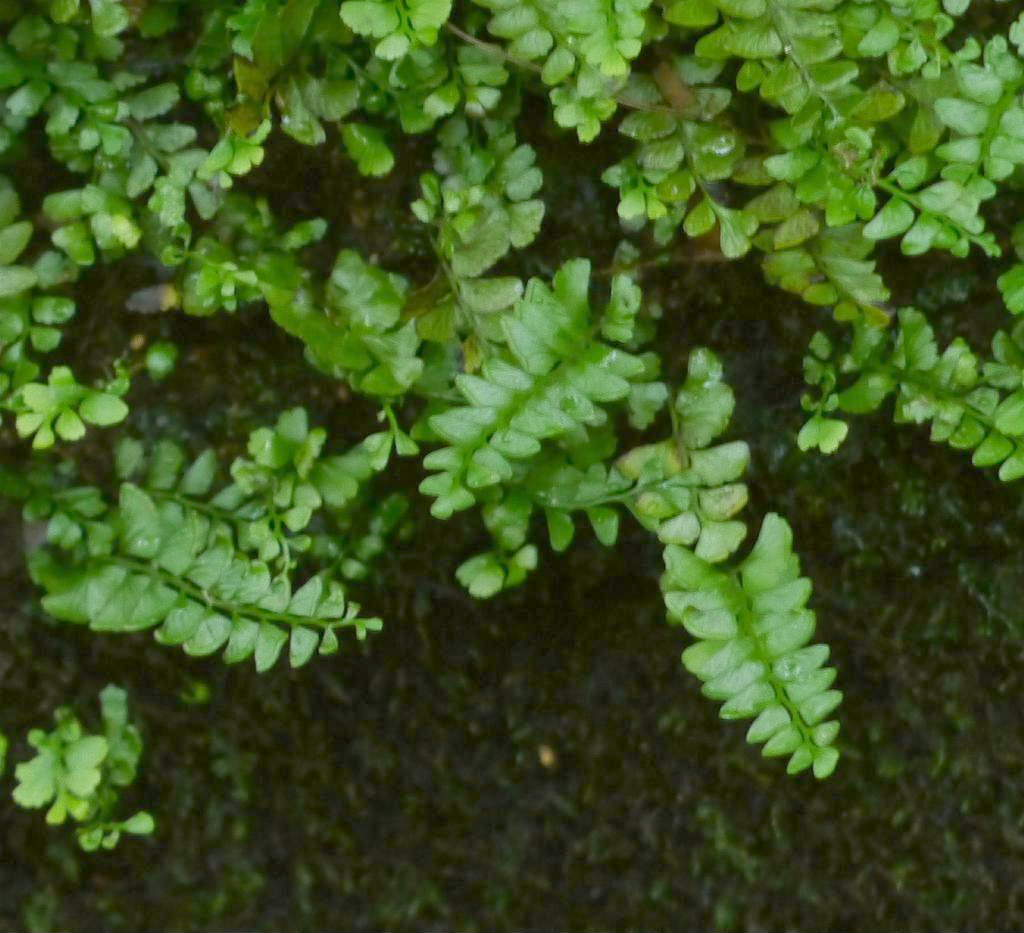
葉の形が見える

## 分類の問題
全体にホングウシダ L. odorata に似て、ずっと小さい。この種は川岸の岩の上などで成長が悪いと大きくならず、いよいよ本種と似てくる。本種をこの種の変種 var. japonica として扱う説もあったが、それを採用している岩槻編著(1992)でも、近縁ではあるだろうが、この扱いは疑問、とはしている。また、葉の先端は次第にとがり、頂羽片が明らかでない点も異なる。
「日本を代表する渓流沿い植物のひとつ」であり、ホングウシダが渓流植物化したものとも言われる。

## 利用
時に栽培される。栽培はむずかしいのだが、特に小型であること、それに芳香が強いことから人気があるという。

## 保護の状況
環境省のレッドデータには掲載がない。本土の各県では絶滅危惧などに指定されているところが多い。北限域では分布がごく限定され、他方で琉球列島などではごく普通に見られることを反映しているのであろう。